# Tapinoma silvestrii
Tapinoma silvestrii este o specie de furnică din genul Tapinoma. Descrisă de William Morton Wheeler în 1928, specia este endemică China.